# Charles Lennox, 4:e hertig av Richmond
Charles Lennox, 4:e hertig av Richmond, född 9 december 1764 på Gordon Castle, död 28 augusti 1819 i Ontario, Kanada, var en brittisk ädling, son till generalen Charles Lennox, 2:e hertig av Richmond och Louisa Kerr.
Charles Lennox gjorde en militär karriär, avslutad som överstelöjtnant. Som en hetlevrad man var han inblandad i en hel del skandaler, bland annat två dueller under ett och samma år, 1789, varav en med prins Fredrik, hertig av York och Albany. År 1794 blev han hemskickad från Västindien efter att ha kommit i delo med sina överordnade.
Parallellt med detta var han parlamentsledamot från 1790 till 1806, då han efterträdde sin farbror som hertig av Richmond. År 1807 blev han utnämnd till lordlöjtnant (guvernör) över Irland. År 1813 begärde han avsked för att kunna delta i Napoleonkrigen.
1817 blev Charles Lennox utnämnd till generalguvernör över Övre Kanada som det då kallades. Bland annat Richmond County samt städerna Richmond och Lennoxville i Quebec är uppkallade efter honom. Under en rundresa i territoriet 1819 blev han biten av en tam räv, som visade sig vara smittad av rabies och han dog strax därefter.

## Familj
Charles Lennox gifte sig 1789 med Charlotte Gordon (1768–1842), dotter till Alexander Gordon, 4:e hertig av Gordon. De fick 14 barn, däribland:
- Charles Gordon-Lennox, 5:e hertig av Richmond (1791–1860)
- Lady Mary Lennox (1792–1847), gift med sir Charles Augustus FitzRoy